# سیبوسیسو زوما
سیبیسیزو زوما (انگلیسی: Sibusiso Zuma؛ زادهٔ ۲۳ ژوئن ۱۹۷۵) یک بازیکن فوتبال اهل آفریقای جنوبی است.
وی در تیم ملی فوتبال آفریقای جنوبی بازی کرده‌است.